# Sahelanthropus tchadensis
Sahelanthropus tchadensis je izumrla vrsta primata, koja se može smatrati najstarijim poznatim pripadnikom tribusa hominina. Fosilni nalazi ove vrste su rijetki, do sada su pronađeni na samo jednom lokalitetu: u pustinji Djurab u  Čadu. Starost ovih fosila procjenjuje se na 6–7 milijuna godina.

## Pronalazak
Prve fosilne ostatke Sahelanthropusa pronašao je francuski student paleontologije afričkog podrijetla Djimdoumalbaye Ahounta 19. srpnja 2001. u pustinji Djurab u Čadu. Prvi se pronalazak sastojao od dijelova lubanje i gornje čeljusti. Francuska istraživačka misija predvođena paleoantropologom Michelom Brunetom koja je prva ponašla lubanju u kasnijim je istraživanjima pronašla još fosilnog materijala Sahelantropusa (jednu čeljust i zube) na tri različite lokacije u istoj pustinji. Lokalne vlasti su hominidu nadjenuli ime Toumaï, što na dazaga jeziku znači "životna nada".
Godinu dana kasnije objavljen je članak u znanstvenom časopisu Nature koji je službeno predstavio fosile, dodijelio mu taksonomsko ime, te ga svrstao u zasebni rod.

## Opis
Od vrste Sahelanthropus tchadensis pronađeni su dijelovi lubanje, pet većih krhotina gornje čeljusti i nekoliko zuba. Do sada nije pronađen ni jedan dio tijela koji ne pripada kostima glave. Procjenjuje se da su dimenzije Sahelanthropusa bile slične onima u čimpanza dok mu je moždani volumen 320–380 cm³. Lice mu je ravno, zubna arkada je u obliku slova U sa sitnim očnjacima, a čeoni je greben veoma izražen. Foramen magnum je anteriorno pozicioniran, što daje naznake da je mogao biti sposoban za dvonožno hodanje.